# Мархамат
Мархама́т (узб. Marhamat / Марҳамат) — город (с 1974 года), административный центр Мархаматского района Андижанской области Узбекистана.

## История
Постановлением президиума ЦИК СССР от 7 марта 1933 года утверждено постановление ЦИК Узбекской ССР от 3 ноября 1932 года о переименовании центра Мархаматского района (бывший район Араван) кишлака Русское Село — в кишлак Мархамат.
Почти все русско-украинские посёлки были устроены в северных, северо-восточных и восточных предгорьях долины (Манякская и Куршабская волости Ошского уезда; Базаркурганская, Джалалабадская, Кугартская, Узгенская, Яссынская волости Андижанского уезда; Барышская волость Наманганского уезда), сельскохозяйственные условия которых приближались к привычным для русского и украинского крестьянина. Здесь можно было обходиться без искусственного орошения.
Только Русское Село было основано на месте нескольких кишлаков в Мингтюбинской волости Андижанского уезда, и поселенцы получили здесь большое количество орошаемой земли.

## География
Находится в 25 км от железнодорожной станции Асака.

## Население
Население на 1991 год — 11 200 человек.

## Промышленность
В городе есть электротехнический завод и ткацкая фабрика.